# Râul Mogoș, Ismar
Râul Mogoș este un râu din România, afluent al râului Ismar.